# Lampongaap
De lampongaap, laponderaap of varkensstaartmakaak (Macaca nemestrina)  is een soort van het geslacht makaken (Macaca). De wetenschappelijke naam van de soort werd gepubliceerd door Linnaeus in 1766.

## Voorkomen
De soort komt voor in Brunei, Maleisië, Indonesië en Thailand (Zuidoost-Azië).

## Fysiologie
Kenmerkend is het korte 'varkensstaartje'. De mannen worden veel groter en zwaarder dan de vrouwtjes. De soort heeft net als andere makaken grote hoektanden.

## Gedrag
Deze apensoort zoekt een groot deel van de tijd op de bosbodem naar voedsel, maar klimt de bomen in om vruchten te plukken. Net als andere soorten makaken is de laponder een alleseter. Op palmolieplantages in Maleisië werden ze geobserveerd op zoek te gaan naar ratten, een lokale pest, voor hun consumptie. Hiermee dragen ze bij aan pest controle.
Ze wonen voornamelijk in harems die de mannetjes leiden. Bij gevechten tussen groepen gebruiken ze hun hoektanden.

## Laponders en de mens
De mens gebruikt tamme laponders wel om kokosnoten te laten plukken. De makaken passen zich deels aan door regelmatig voedsel van de mens te verorberen.